# ماتياس هونساك
ماتياس هونساك (بالألمانية: Mathias Honsak)‏ (20 ديسمبر 1996 بفيينا في النمسا - ) هو لاعب كرة قدم نمساوي في مركز الهجوم. شارك مع منتخب النمسا تحت 19 سنة لكرة القدم. أما مع النوادي، فقد لعب مع نادي ليفيرينج ونادي رييد.

## وصلات خارجية
- ماتياس هونساك على موقع الاتحاد الأوربي (الإنجليزية)
- ماتياس هونساك على موقع قاعدة بيانات كرة القدم.إي يو (الإنجليزية)
- ماتياس هونساك على موقع Soccerway.com (الإنجليزية)
- ماتياس هونساك على موقع عالم كرة القدم.نت (الإنجليزية)